# Валлерсхайм (Айфель)
Валлерсхайм (нем. Wallersheim) — община в Германии, в земле Рейнланд-Пфальц.
Входит в состав района Айфель-Битбург-Прюм. Подчиняется управлению Прюм. Население составляет 732 человека (на 31 декабря 2010 года). Занимает площадь 14,51 км².